# Méry (België)
Méry is een dorp in de Belgische gemeente Esneux aan de oevers van de Ourthe, op zo'n 15 kilometer van de stad Luik. Voor de fusie van Belgische gemeenten van 1977 maakte het dorp deel uit van Tilff.
Het dorp ligt langs de weg van Tilff naar Hamoir en heeft haar eigen spoorwegstation langs de spoorlijn van Luik naar Marloie. De rechteroever en de linkeroever van het dorp zijn met elkaar verbonden door een brug. Op de linkeroever sluit de bebouwing van het dorp aan op deze van het dorp Hony.

## Geschiedenis
Tot de opheffing van het hertogdom Limburg hoorde Méry tot de Limburgse hoogbank Sprimont. Net als de rest van het hertogdom werd Méry bij de annexatie van de Zuidelijke Nederlanden door de Franse Republiek in 1795 opgenomen in het toen gevormde departement Ourthe.

## Bezienswaardigheden
Bezienswaardig zijn het Château du Monceau en de neogotische Sint-Pieterskerk uit 1900-1901. Rond de eeuwwisseling werd de parochie opgericht en de nieuwe kerk werd gebouwd op de plaats van de vroegere Sint-Pieterskapel die sinds 1709 afhing van de parochie Tilff.

## Bekende inwoners
- Auguste Donnay (1862-1921), kunstschilder waarnaar een straat in het dorp is vernoemd

Deelgemeenten: Esneux · Tilff

Overige dorpen: Amostrenne · Avister · Chaply · Fêchereux · Flagothier-La Haze · Fontin · Ham · Hony · La Gombe · Limoges · Méry · Montfort · Souverain-Pré · Sur-le-Mont

Belgische gemeenten · Arrondissement Luik · Provincie Luik · Wallonië